# Wilhelmine von Leesen Postuma
Wilhelmine von Leesen Postuma (ps: Carl Postumus, ur. 25 lutego 1847 w Orth/Fehmarn, zm. 3 listopada 1906 w Lipsku) – niemiecka pisarka.

## Życiorys
W latach młodzieńczych przebywała najczęściej w Lubece oraz na terenach Śląska. Odbywała też liczne podróże po Europie, szczególnie chętnie odwiedzając Włochy. Od 1895 przebywała w Nysie, a od 1901 w Lipsku. 

## Dzieła
Wybrane utwory:
- Unter dem Daneborg, 1889, powieść,
- Aus schwarzem Blut, 1890, powieść,
- Braunedel, 1892, powieść,
- In deutscher Hand, 1893, powieść w nurcie Ostmarkenliteratur,
- Kirchliche Ostergebräuche. Ein Handbuch für Romreisende, 1895[1].